# Cheiraster blakei
Cheiraster blakei is een zeester uit de familie Benthopectinidae.
De wetenschappelijke naam van de soort werd in 1981 gepubliceerd door Ailsa McGown Clark.